# Je suis toujours là
Pour plus de détails, voir Fiche technique et Distribution.
Je suis toujours là (titre original : Ainda Estou Aqui) est un film brésilien réalisé par Walter Salles, sorti en 2024.
Présenté en compétition à la Mostra de Venise 2024, le film remporte le prix du meilleur scénario. Aux Oscars 2025, il est le premier film brésilien à recevoir l'Oscar du meilleur film international.
C'est l'adaptation cinématographique du livre Ainda Estou Aqui de Marcelo Rubens Paiva, paru en 2015, qui revient sur la disparition en 1971 de son père, Rubens Paiva, ancien député du parti travailliste brésilien, durant la dictature militaire,.

## Synopsis
Le film commence à Rio de Janeiro en janvier 1971. L'ancien député fédéral du Parti travailliste brésilien Rubens Paiva (Selton Mello) est revenu vivre au Brésil quelques mois plus tôt avec son épouse, Eunice Facciolla Paiva (Fernanda Torres), et leurs cinq enfants après son auto-exil en 1964 en raison de l'annulation de son mandat par l'Acte institutionnel n°1.
Bien qu'il ait repris ses activités d'ingénieur, Rubens, qui continue à soutenir les exilés sans parler de ses activités politiques avec sa femme et ses enfants, voit sa maison envahie, occupée et fouillée par six hommes (qui prétendent appartenir à l'armée de l'air brésilienne), et est ensuite placé en détention.
Un jour plus tard, alors que sa vie personnelle et celle de ses enfants sont scrutées par des membres des forces armées, Eunice est placée en détention avec l'une de ses quatre filles avec Rubens, Eliana (Luiza Kosovski), et sa vie est changée à jamais.

## Fiche technique
Sauf indication contraire, les informations mentionnées dans cette section peuvent être confirmées par la base de données cinématographiques IMDb,  présente dans la section « Liens externes ».
- Titre original : Ainda Estou Aqui
- Titre français : Je suis toujours là[4] ou Je suis encore là[5]
- Réalisation : Walter Salles
- Scénario : Murilo Hauser et Heitor Lorega
- Musique : Warren Ellis
- Décors : Carlos Conti
- Costumes : Cláudia Kopke
- Photographie : Adrian Teijido
- Son : Laura Zimmermann
- Montage : Affonso Gonçalves
- Société de production : Video Filmes, RT Features, MACT
- Société de distribution : Studiocanal (France)[4]
- Pays de production :  Brésil -  France
- Format : couleur — 1,85:1 — 35 mm et 8 mm — Dolby Digital
- Genre : drame biographique, historique
- Durée : 135 minutes
- Dates de sortie :
  - Italie : 1er septembre 2024 (Mostra de Venise 2024)
  - France : 18 octobre 2024 (Festival du film de La Roche-sur-Yon) ; 15 janvier 2025 (sortie nationale)

## Distribution
- Fernanda Torres : Eunice Facciolla Paiva (pt), jeune
- Fernanda Montenegro : Eunice Facciolla Paiva, âgée
- Selton Mello : Rubens Paiva
- Antonio Saboia : Marcelo Rubens Paiva
- Maeve Jinkings : Dalva Gasparian
- Marjorie Estiano : Eliana, âgée
- Humberto Carrão : Felix
- Valentina Herszage : Veroca Paiva, jeune

## Réception

### Au Brésil
Le film a été visé par des appels au boycott au Brésil par une frange de la droite nostalgique de la dictature. Le député Eduardo Bolsonaro, fils de l'ancien président Jair Bolsonaro, a qualifié le réalisateur Walter Salles de « psychopathe cynique » et l’ancienne junte de « dictature inexistante ».
Le débat mémoriel demeure limité au Brésil sur la dictature (1964-1985). A la différence du Chili ou de l’Argentine, le Brésil ne dispose d’aucun lieu d’ampleur célébrant la mémoire des victimes du régime militaire. La loi d’amnistie de 1979, qui garantit l’absence de poursuites contre les criminels de la junte, est toujours en vigueur.

## Distinctions

### Récompenses
- Mostra de Venise 2024 : Prix du meilleur scénario[7]
- Festival international du film d'histoire de Pessac 2024 : Prix du Public et prix du jury étudiant[8]
- Golden Globes 2025 : Meilleure actrice dans un film dramatique pour Fernanda Torres[9]
- Oscars 2025 : meilleur film international
- Prix Platino 2025 : meilleur film, meilleur réalisateur et meilleure actrice pour Fernanda Torres[10],[11]

### Nominations
- Golden Globes 2025 : Meilleur film en langue étrangère
- Oscars 2025 :
  - Meilleur film international
  - Meilleure actrice pour Fernanda Torres

### Presse
- Frédérique Ballion, Positif, no 767, janvier 2025, p. 60.
- Thierry Méranger, Cahiers du cinéma, no 816, janvier 2025, p. 56.